# U-Bahnhof Haderner Stern
Der U-Bahnhof Haderner Stern der U-Bahn München wurde am 22. Mai 1993 eröffnet und liegt unter der Guardinistraße im Stadtteil Kleinhadern.
Die Gleiswände des Bahnhofes bestehen aus goldfarbig hinterlegten Glassteinen. An der Decke hängt eine Reflektorkonstruktion, die aus gewelltem Aluminiumblech besteht und an der die Lampen quer zu den Gleisen befestigt sind. Der Boden ist mit Granitplatten ausgelegt und in der Mitte befindet sich ein ellipsenförmiges Mosaik von Ricarda Dietz. Sowohl am West- als auch am Ostende führen Roll- und Festtreppen zur Guardinistraße, wobei am Ostende ein Aufzug ist. Der ursprünglich geplante Name war Neuhadern.
| Linie | Linienverlauf |
| ----- | --- |
| U6    | Garching-Forschungszentrum – (2560 m) – Garching – (1827 m) – Garching-Hochbrück – (4208 m) – Fröttmaning – (830 m) – Kieferngarten – (1431 m) – Freimann – (1087 m) – Studentenstadt – (660 m) – Alte Heide – (740 m) – Nordfriedhof – (813 m) – Dietlindenstraße – (712 m) – Münchner Freiheit – (579 m) – Giselastraße – (744 m) – Universität – (788 m) – Odeonsplatz – (640 m) – Marienplatz – (884 m) – Sendlinger Tor – (843 m) – Goetheplatz – (677 m) – Poccistraße – (624 m) – Implerstraße – (1236 m) – Harras – (837 m) – Partnachplatz – (760 m) – Westpark – (1084 m) – Holzapfelkreuth – (1050 m) – Haderner Stern – (1097 m) – Großhadern – (731 m) – Klinikum Großhadern |